# Anghinești, Argeș
Anghinești este un sat în comuna Băiculești din județul Argeș, Muntenia, România. Se află în partea central-vestică a județului, în Podișul Cotmeana.